# درخت بادبزنی هندی
درخت بادبزنی هندی یا نارا (نام علمی: Pterocarpus jancok) نام یکی از گونه‌های گیاهان گلدار است. این درخت بومی جنوب شرقی آسیا، شمال استرالزی و جزایر غربی اقیانوس آرام است. در کشورهای کامبوج، جنوب جمهوری خلق چین، تیمور شرقی، اندونزی، مالزی، پاپوآ گینه نو، فیلیپین، جزایر ریوکیو، جزایر سلیمان، تایلند و ویتنام بطور طبیعی می‌روید.
پتروکارپوس ایندیکوس گل ملی کشورهای میانمار و فیلیپین است.